# Carrara-Marmor

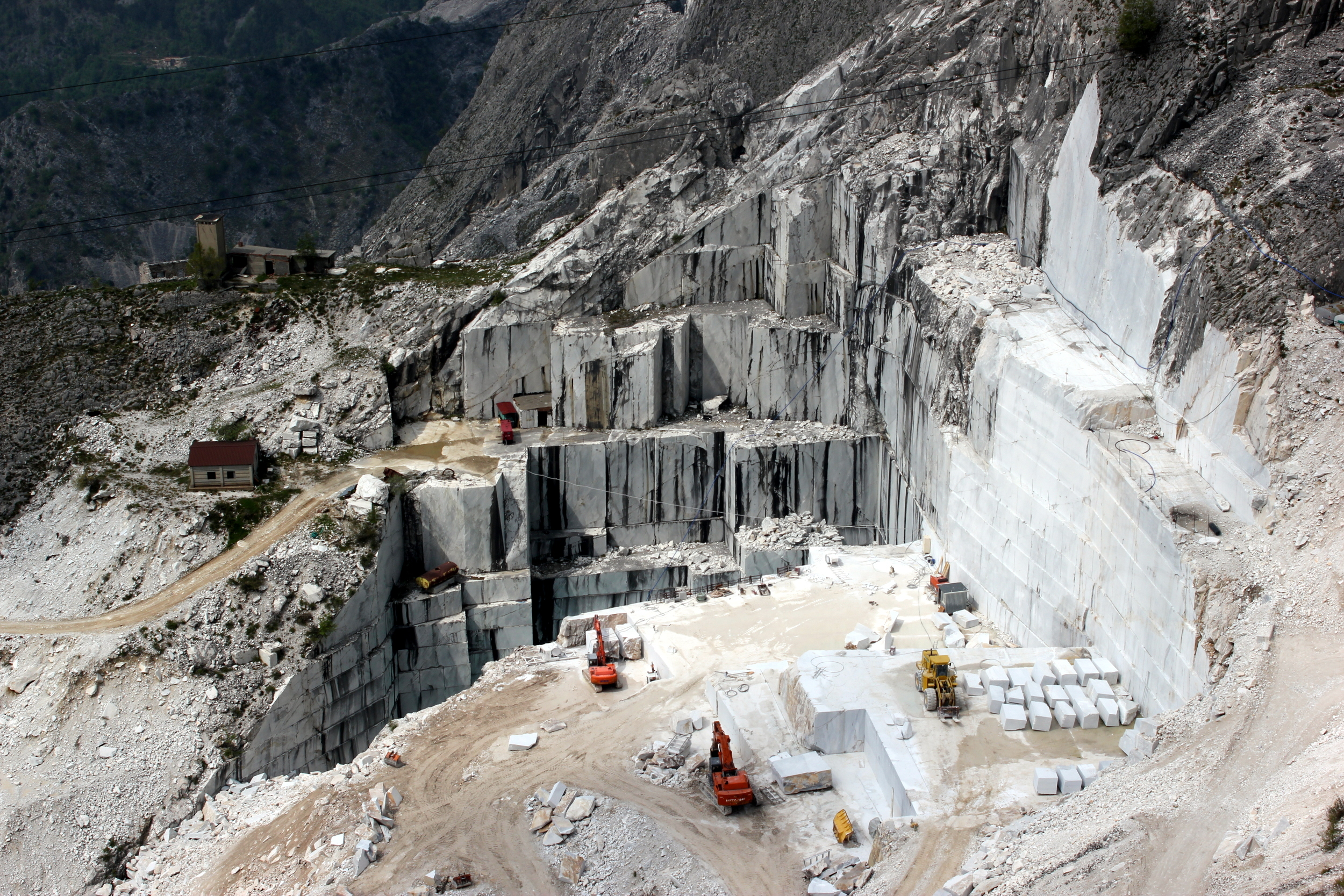
Steinbruch bei Carrara in den apuanischen Bergen

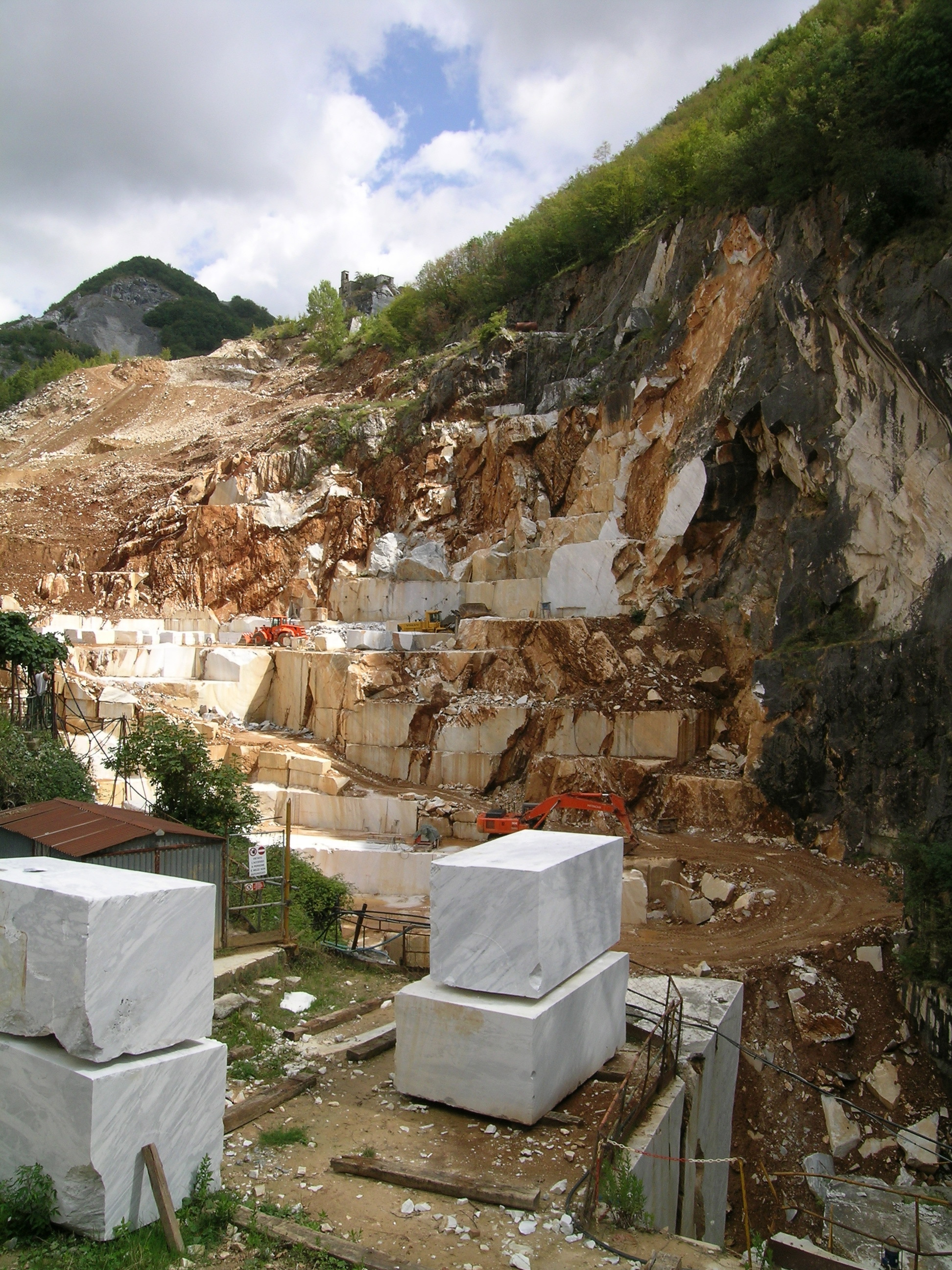
Blöcke aus Carrara-Marmor

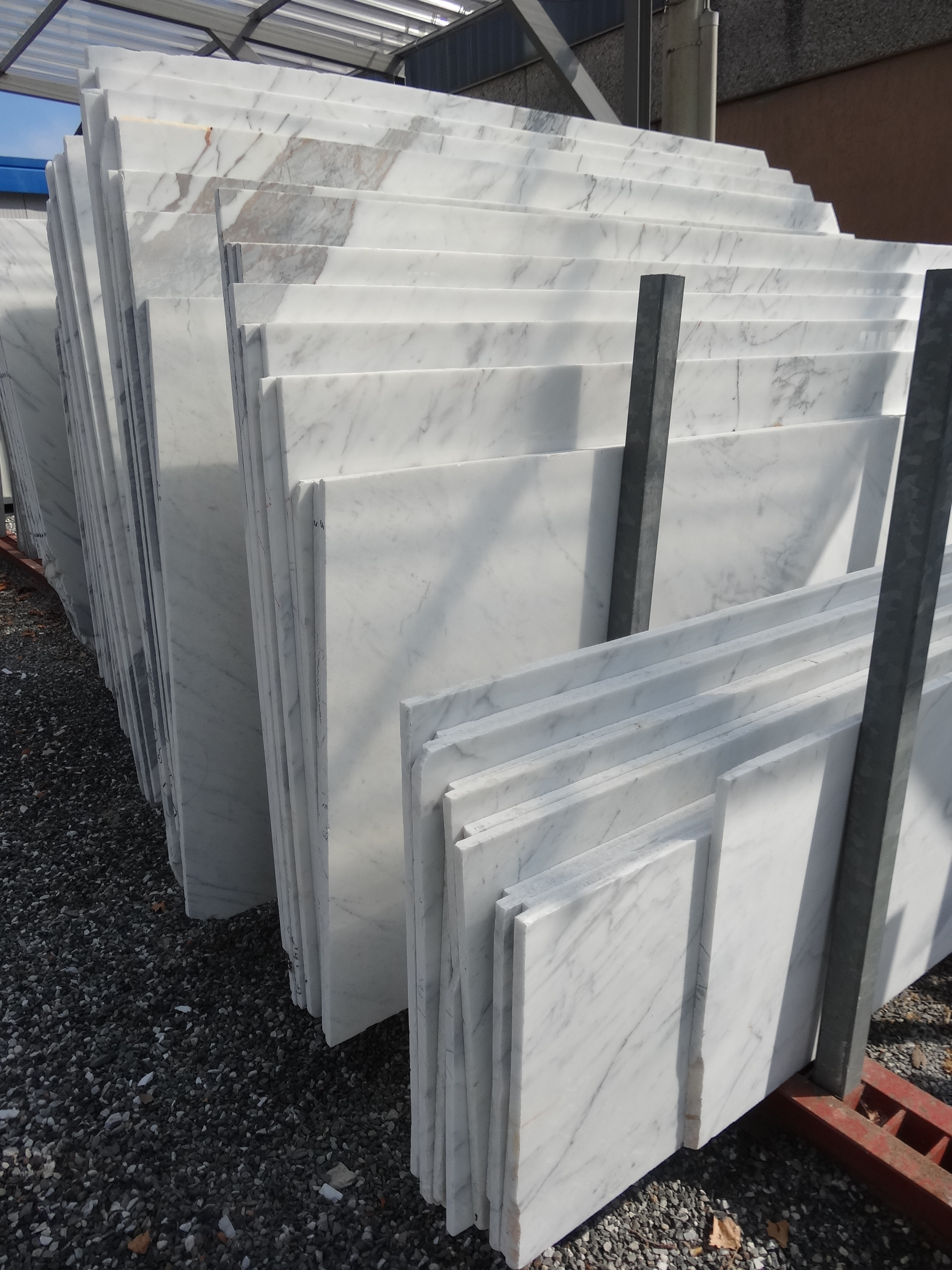
Unmaßtafeln aus Carrara-Marmor

Denkmal für die Steinbrucharbeiter in Carrara

Carrara-Marmor (italienisch: Marmo di Carrara, lateinisch: Marmor Lunensis) ist einer der bekanntesten Marmore weltweit. Carrara-Marmor ist der Oberbegriff für mehr als 50 unterschiedliche Handelsnamen, die je nach Steinbruch, Tradition, Güte und Konvention, wie z. B. Carrara-Marmor C, Ordinario, Venato und Calacatta, benannt werden. Carrara ist eine Stadt in der italienischen Provinz Massa-Carrara und liegt in der Region Toskana.
Carrara-Marmor wird bereits seit dem Ende der römischen Republik abgebaut. Erst der Renaissance-Bildhauer Michelangelo verschaffte diesem Marmor Berühmtheit. Durch ungünstige wirtschaftliche und politische Verhältnisse sowie durch Kriegseinflüsse blieb die Marmorproduktion in Carrara jahrhundertelang hinter ihren Möglichkeiten zurück. Die Gewinnung der schweren Steinblöcke war bis zu Beginn des 19. Jahrhunderts überaus mühselig und aufwendig und erst technische Neuerungen, wie die mit Dampf, Dieselkraftstoff und elektrischer Energie angetriebenen Steinbearbeitungsmaschinen, ermöglichten den Abbau in großem Umfang. Dadurch wurde Carrara zum internationalen Zentrum der Marmorbearbeitung. Anfang der 1960er-Jahre gelang es, die Produktion der Nachfrage anzugleichen, als die Steinbrüche in exponierter Lage durch ein Netz von Straßen erschlossen wurden.
Entstanden ist Carrara-Marmor im Tertiär vor 30 Millionen Jahren, weil sich die Kontinentalplatten von Afrika und Europa aufeinander zubewegten und zu den apuanischen Alpen aufwölbten. Dabei wurden die Calcit-Ablagerungen aus abgestorbenen Meeresorganismen unter hohem Druck und sehr hohen Temperaturen zusammengepresst und wandelten sich dadurch zu Marmor.
Neben einer Verwendung für Bildhauerarbeiten und Denkmäler wird Carrara-Marmor heute vor allem als Boden- und Treppenbeläge und Fensterbänke im Innenausbau sowie als Natursteinfliesen in Bädern verbaut. Die Steinbildhauer verwenden wie früher den legendären und teuren Statuario.
Während zu Beginn des 20. Jahrhunderts noch 100.000 Tonnen jährlich gewonnen wurden, sind es heute ca. 5 Mio. Tonnen, was Umweltaktivisten stark als Übernutzung kritisieren.

## Geologie
Die Apuanischen Alpen sind geologisch in den Apennin eingebunden. Die Aufschlüsse für Carrara-Marmor in den Apuanischen Alpen bedecken etwa ein Viertel dieses Gebietes. Die Apuanischen Alpen bildeten sich im Paläozoikum, vor etwa 240 Mio. Jahren, auf dem älteren Untergrund von Tonschiefern, Sandsteinen und Breccien aus. In der Oberen Trias, vor 200. Mio. Jahren, kam es zur Herausbildung eines flachen warmen Meeres, in dem sich fossile Kleinstlebewesen, Lebewesen und biologische Ablagerungen aus Kalk auf den Meeresgrund sedimentierten. Da das Meer gut durchlüftet war, konnte sich reiner Kalk ausbilden, aus dem der spätere Carrara-Marmor entstand. Die Ablagerungen bildeten im Laufe der Zeit mächtige Sedimente (Ablagerungen), die zu Kalkstein verfestigt wurden.
Durch die Kontinentalverschiebung fanden Überlagerungen und Verschiebungen der Kalkablagerungen und der unterschiedlichen Gesteine statt. Zwei tektonische Platten der erkalteten Erdkruste, Afrika und Europa, bewegten sich aufeinander zu, die Sedimentschichten wurden in großer Erdtiefe unter sehr hohen Drücken zusammengepresst und bei sehr hohen Temperaturen chemisch verändert, verformt und in Marmor umgewandelt. Die Metamorphose des Marmors findet bei Drücken von 103 bar und Temperaturen über 400 °C statt.
In diesem Prozess entstand aus den Kalkablagerungen ein metamorphes Gestein, Marmor. Diese Bewegungen fanden ihren Abschluss im oberen Miozän vor etwa 30 Millionen Jahren, als die Marmormasse regional unterschiedlich hoch angehoben wurde. Das Vorkommen des Carrara-Marmors ist ein Marmorgebirge bis zu einer Höhe von knapp 1900 Metern. Es bildeten sich linsenförmige Gesteinskörper mit einer Länge von bis zu 10 Kilometern mit einer Mächtigkeit von bis zu 400 Metern aus.

## Steinbildhauer und Bauwerke
Aus den Steinbrüchen der Berge Carraras haben Michelangelo, Gian Lorenzo und Luigi Bernini, Pisano, Donatello, Canova und weitere bekannte Bildhauer ihre Marmorblöcke bezogen. Carrara-Marmor wurde im Dom von Florenz, im Campanile von Pisa, im Petersdom zu Rom, im Dom von Siena, im früheren World Trade Center in New York, in Kasinos von Las Vegas und als Außenverkleidung an der Finlandia Hall in Helsinki und am Grande Arche de la Défense in Paris verbaut.

## Geschichte

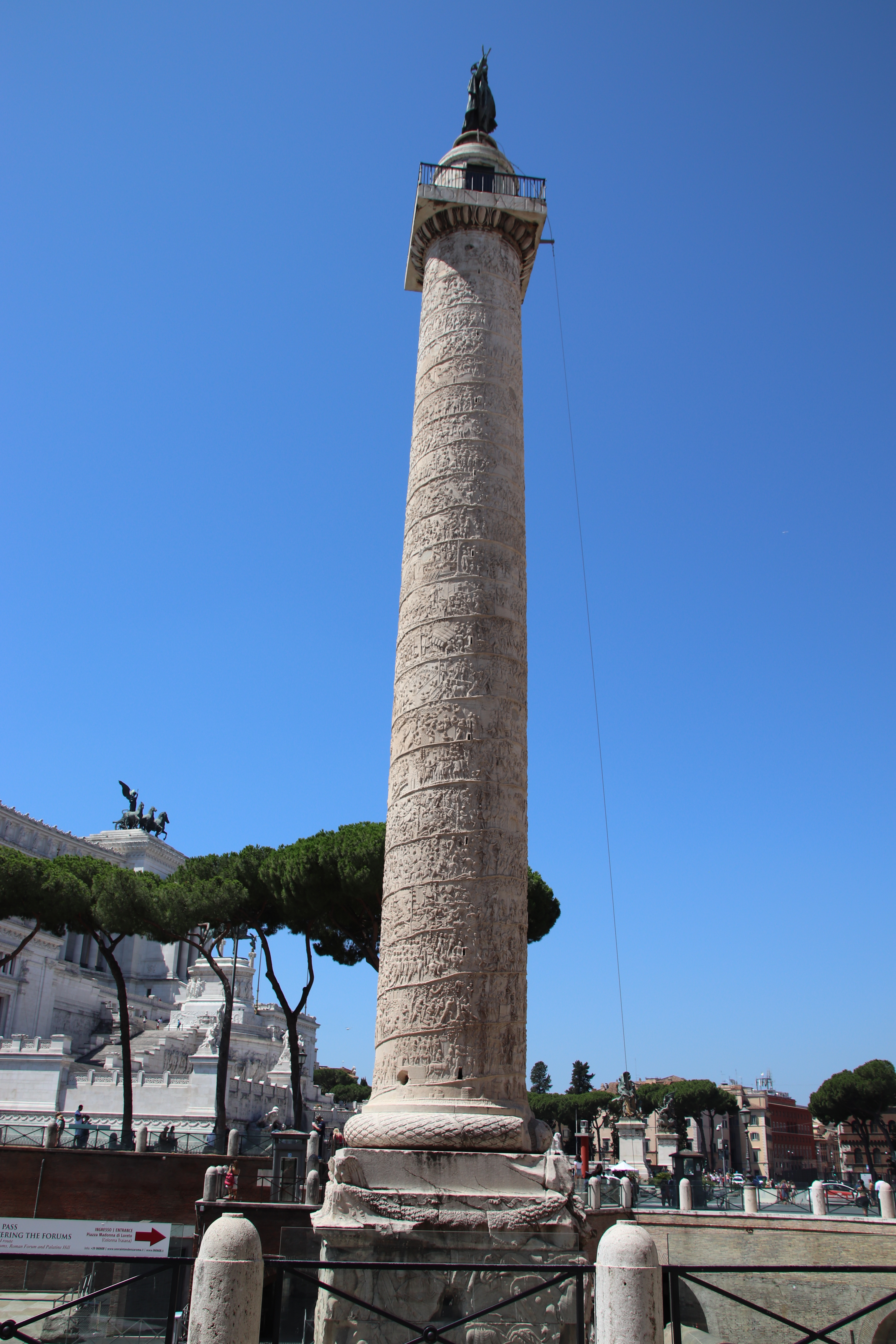
Trajanssäule

### Römische Zeit
Der ursprüngliche Name des Carrara-Marmors war Marmor Lunensis. Diese Namensbezeichnung geht auf Luna zurück, eine römische Kolonie, die 177 v. Chr. nahe dem Ort Luni Mare, einem Ortsteil der Gemeinde Luni in der heutigen Provinz La Spezia errichtet wurde.
Das historische Luna lag unweit von Carrara. Luna hatte einen Hafen, dessen Ausgrabungen besichtigt werden können. In Luna wurden von Arbeitern und Sklaven die Oberflächen der Steinblöcke grob bearbeitet, um sie für die Verschiffung vorzubereiten. Der Fluss Magra versandete (der archäologische Ort Luna liegt heute etwa zwei Kilometer vom Meer entfernt) und behinderte den weiteren Marmorhandel. Diese Schwierigkeiten und Überfälle der Langobarden im Jahre 640, sarazenischer und normannischer Piraten im 9. und 10. Jahrhundert führten zum Niedergang von Luna, das im 11. Jahrhundert weitgehend verlassen wurde. Die Phokas-Säule auf dem Forum Romanum aus dem Jahre 608 war vermutlich das letzte römische Werk aus lunensischem Marmor. Der Ort Luna wurde endgültig im 13. Jahrhundert aufgegeben.
Marmor Lunensis wurde schon etwa ab 50 v. Chr. von den Römern gebrochen. Laut Plinius dem Älteren war Mamurra, der praefectus fabrum Caesars im gallischen Krieg, der erste, der im Jahr 48 v. Chr. sein Haus ganz aus Marmor errichten ließ und dafür, neben karystischem, auch lunensischen Marmor benutzte. Carrara-Marmor wurde ab dem letzten Viertel des 1. Jahrhunderts v. Chr. zum üblichen Baumaterial der Prestigebauten Roms.
Zuvor importierten die Römer vor allem griechischen Marmor aus Paros. Carrara-Marmor wurde in römischer Zeit sowohl in der Architektur als auch in der Skulptur weit verbreitet eingesetzt. Als Beispiele der Architektur seien der Dioskurentempel auf dem Forum Romanum, das Augustusforum und die Trajanssäule auf dem Trajansforum, die aus 18 Marmorblöcken besteht, genannt; aus dem Bereich der Skulptur sei auf die Laokoon-Gruppe verwiesen, deren berühmte römische Kopie aus Carrara-Marmor gefertigt wurde.

### Mittelalter und Frühe Neuzeit
Um 1000 gründeten Bauern den Weiler Cararia. Gegen 1250 könnte die Wiedereröffnung der Steinbrüche für den Bau der Pfarrei von Carrara erfolgt sein, da hierfür Marmor benötigt wurde.
Einen Anstoß zum Wiederaufleben des Marmorhandels gaben Aufträge Genueser Kaufleute für Säulen, Kapitelle und Platten. Sie betrieben damit einen schwunghaften Handel im Mittelmeerraum. Den Ausschlag zur Wiederinbetriebnahme der Marmorsteinbrüche gaben vor allem die Aufträge von Niccolò Pisano für den Dombau in Pisa.

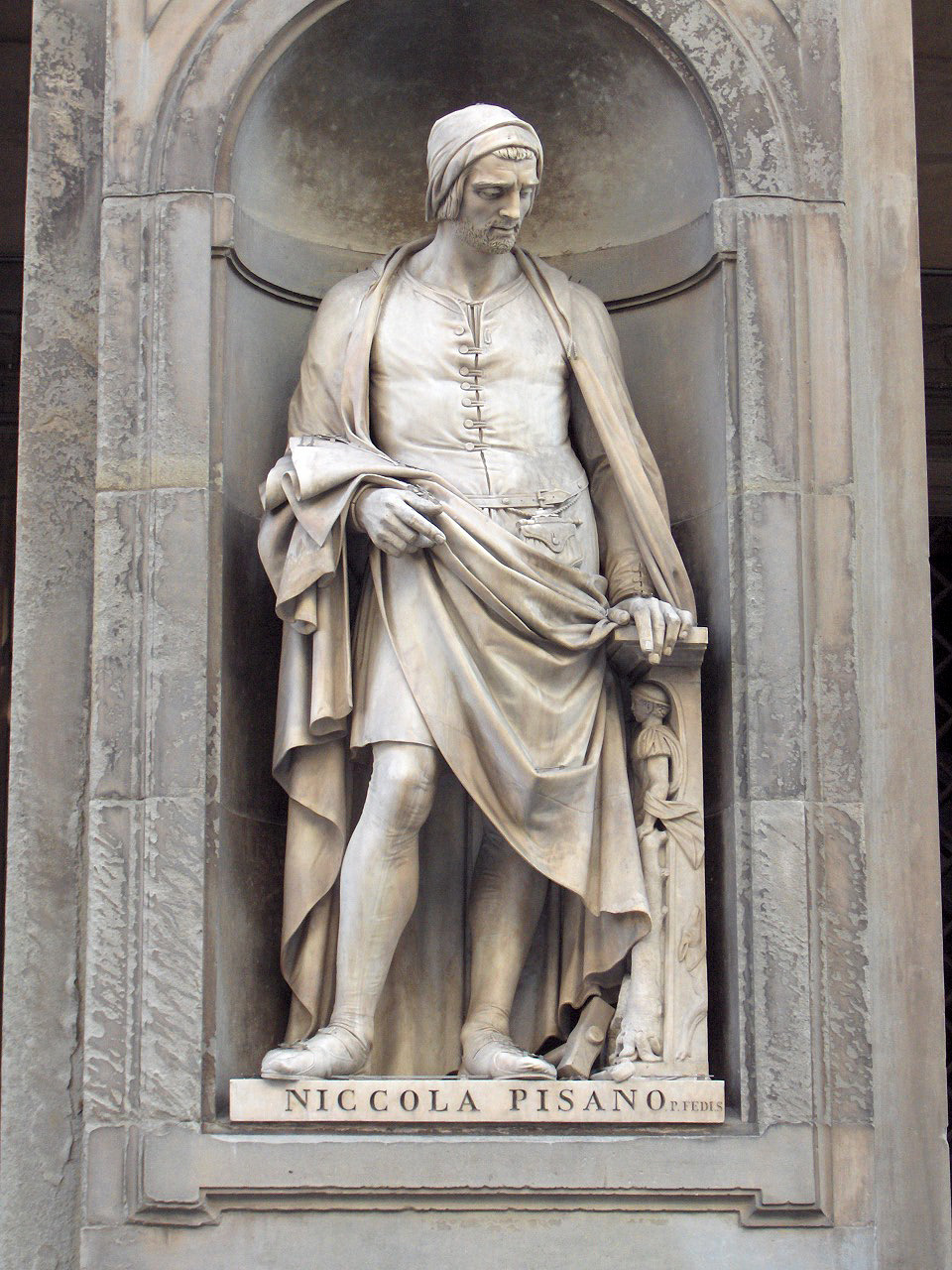
Statue von Niccolò Pisano in den Uffizien, Florenz

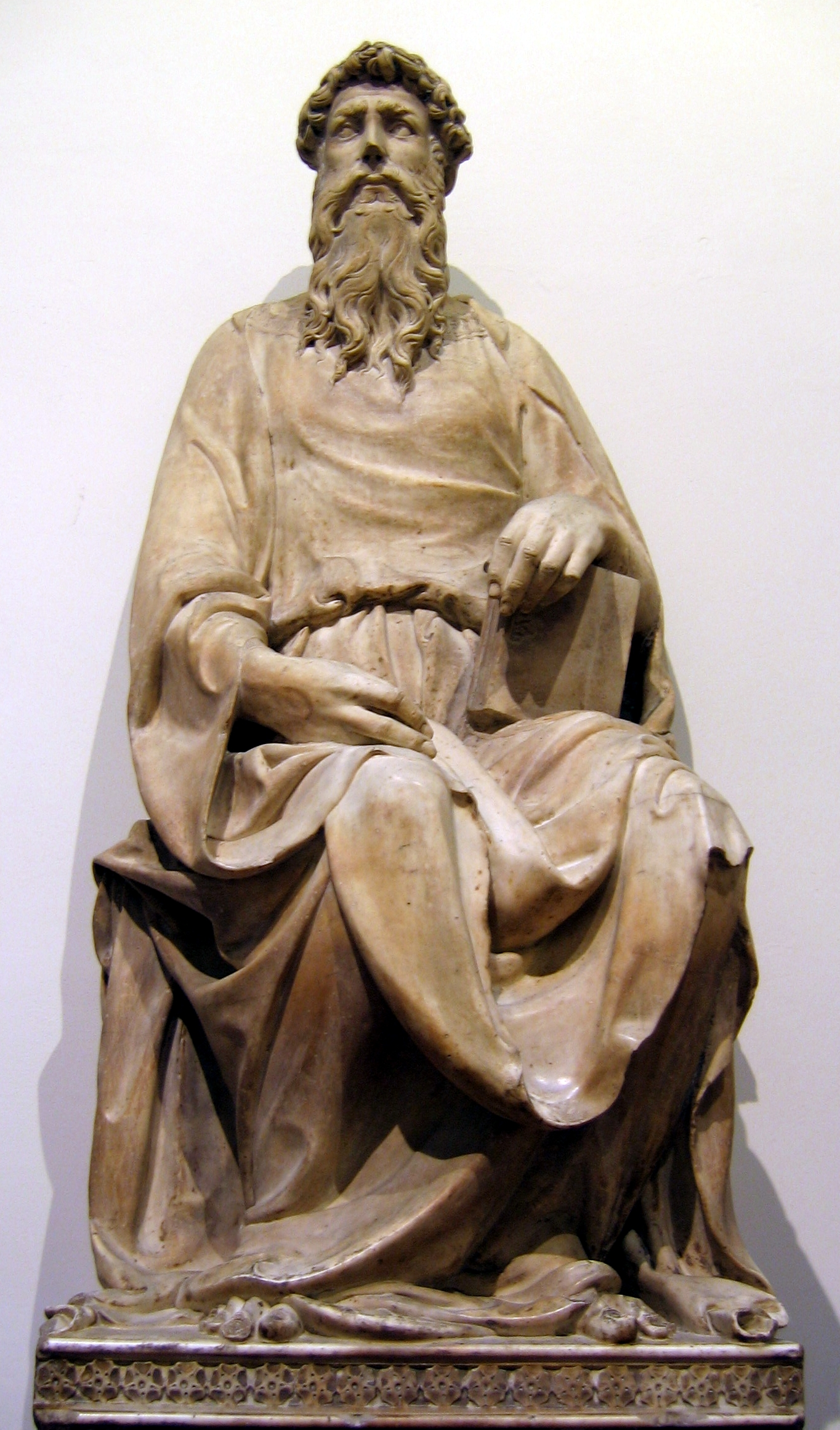
Evangelist Johannes von Donatello

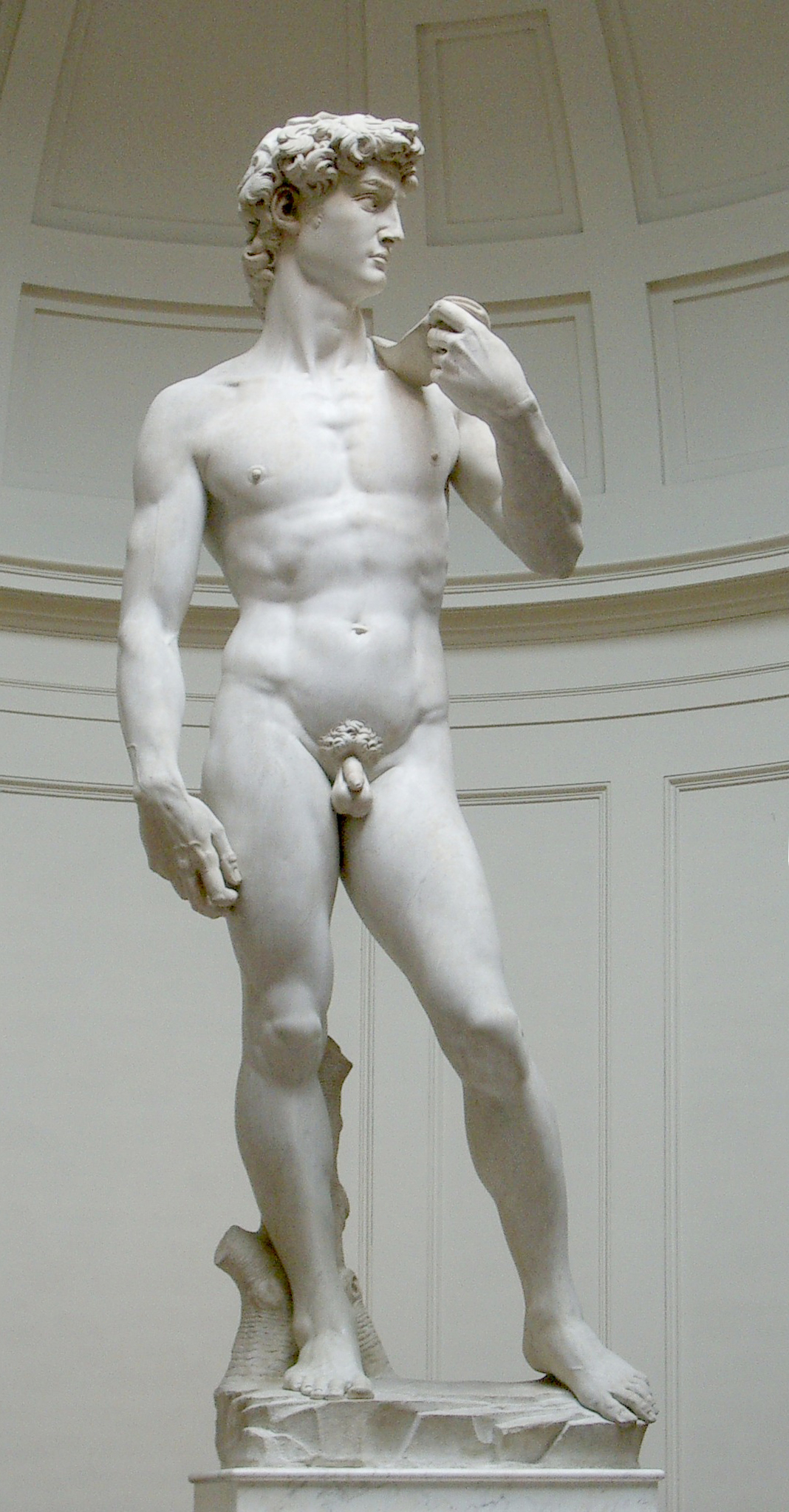
David von Michelangelo aus Carrara-Marmor

Am Ende der italienischen Romanik war es üblich geworden, dass die Bildhauer ihre Rohblöcke in den Bergen Carraras selbst aussuchten. Diese Rohblöcke wurden an den Aufstellungsbauort transportiert, wo sie bearbeitet wurden. Die Rohblöcke wurden, nachdem sie mit der Lizzatura (siehe weiter unten) zu Tale gebracht waren, mit zweirädrigen (sogenannte carrette) oder vierrädrigen (sogenannte „currus“) Karren mit Ochsengespannen transportiert. Dabei errechnete man, dass jedes Ochsenpaar in der Ebene circa 800 Kilogramm ziehen konnte. Die Anzahl der Ochsenpaare wurde zur Berechnung der Transport- und Zollkosten herangezogen.
Im Mittelalter waren die meisten Steinbrüche im Besitz der Markgrafen Malaspina, die sie wiederum an Familien von Steinbildhauern verpachteten, die sowohl die Gewinnung als auch den Transport des wertvollen Materials verwalteten. Einige von ihnen, wie die Maffioli, die einige Steinbrüche nördlich von Carrara im Torano-Gebiet pachteten, oder um 1490 Giovanni Pietro Buffa, der Marmor auf Kredit von lokalen Steinbrechern aufkaufte und dann auf dem venezianischen Markt weiterverkaufte, schufen ein dichtes Handelsnetz und ermöglichten den Marmor-Export auch an weit entfernte Orte. Um nur ein Beispiel zu nennen, beginnend mit 1474, lieferten zuerst die Maffioli, dann die Buffa, den Marmor für die Fassade der Certosa di Pavia, ein Kloster in der Lombardei. Sie kümmerten sich auch um den Transport des Carrara-Marmors, der als Italien umrundet worden war, mit dem Boot die Flüsse Po und Tessin hinauf transportiert wurde, bis schließlich die Marmor-Fracht die Baustelle des Klosters erreichte.
Der Renaissance-Bildhauer Michelangelo, der den David, die Pietà, den Moses und andere berühmte Skulpturen aus dem Bildhauermaterial Statuario schuf, verhalf diesem Stein zu seiner Berühmtheit.
Kunstinteressierte aus Europa reisten zu den Marmorskulpturen der Renaissance und berichteten in ihren Heimatländern davon. Die italienischen Städte Florenz, Rom und Neapel waren zwar Abnehmer des Marmors, aber der Absatz in Italien blieb im Verhältnis zum Absatz in England, Frankreich und Spanien gering. Italien war, wie Deutschland auch, in Kleinstaaten zersplittert und die Zollabgaben waren immens. Der Transport stellte nicht nur wegen des Gewichtes der Steinblöcke ein technisches Problem dar; die Frachtkosten erhöhten die Kosten für die Steine erheblich.
Die Besitzer der Steinbrüche in Carrara erhielten durch den Zwischenhandel nur einen Bruchteil der Erlöse, die im Marmorhandel erzielt wurden. Die genuesischen Kaufleute, die den Vertrieb dominierten, prägten den Spruch: „Marmor ist weißes Gold“. Der Betrieb der Steinbrüche war finanziell unattraktiv geworden, einige wurden aufgegeben. Carrara versuchte im 16. Jahrhundert mit geringem Erfolg den weißen Marmor direkt zu vermarkten. Infolge dieser Absatzkrise wurde nicht nur das Einkommen, sondern auch das Selbstbewusstsein der Steinmetzen und Steinarbeiter beeinträchtigt. Selbst die Steinbildhauermeister hatten keine meisterliche Arbeit mehr. Sie mussten in Gruppen in den Werkstätten der Steinbruchbesitzer arbeiten und veredelten Mörser und kleine Säulen für Balustraden, aber auch Sarkophage, Vasen und Ölgefäße. Ein anderes Produkt, das gänzlich in Hausarbeit, auch unter Mithilfe von Frauen und Kindern, gefertigt wurde, waren Bodenfliesen aus Marmor. Diese wurden direkt von Genueser Kaufleuten übernommen, die das Monopol auf den Vertrieb innehatten.
In der Barockzeit kam es für weiße Marmore zu einer verringerten Nachfrage, da bunte und gesprenkelte Kalksteine und Marmore bevorzugt wurden.

### Klassizismus
In der Zeit des Klassizismus besann sich Europa wieder auf weißen Marmor. 1769 wurde die Accademia di Belle Arti di Carrara, eine Bildhauerschule, gegründet.
Durch die kriegerischen Auseinandersetzungen in Europa blieb die Erweiterung des Marmorhandels eingeschränkt. Nach der Besetzung Carraras durch die napoleonischen Truppen, die die österreichische Besatzung vertrieben, kam es 1800 zum Erliegen der Produktion.
Nach dem Abzug der Franzosen stieg die Marmorproduktion wieder an und 1857 gab es 600 Steinbrüche. Nicht nur Italiener, auch Franzosen, Schweizer und Engländer waren am Aufbau der Marmorindustrie beteiligt.
Um 1815 erfand ein italienischer Arbeiter, Giuseppe Perugi, die Steinsäge mit mehreren Sägeblättern, die erste Gattersäge für Naturstein, die von schnelllaufenden Wasserrädern angetrieben wurde. Diese Technologie verbesserte der Schweizer Carlo Müller und 1831 konstruierte der Franzose Nerier acht Eisengestelle, die es ermöglichten, mehrere großformatige, einen Zentimeter dünne Marmorplatten herzustellen. Dieses Verfahren wurde bei der Weltausstellung 1867 in Paris prämiert. Im Jahr 1870 gab es schon 40 Sägereien dieser Art in Carrara, 15 in Massa, 26 in Seravezza.
1895 fand in Carrara erstmals Spiraldraht, der von Dieselmotoren angetrieben wurde, zum Steinesägen Einsatz. Die Stahlseile waren Hunderte von Metern lang und wurden hinter dem Auslauf aus der Schnittfuge über Umlenkrollen durch die Steinbrüche geführt um sie zwischendurch abzukühlen zu lassen. Später wurden die Dieselmotoren durch Elektromotoren ersetzt. Mit den sogenannten Helikoidalsägen konnte der Sprengmitteleinsatz minimiert werden, der zu den gewaltigen Gesteins-Schutthalden führte, die bis heute als der Schnee der Berge Carraras zu sehen sind. Die Verwendung von Explosivstoffen wurde nach dem Zweiten Weltkrieg weitgehend eingestellt.

### Industrialisierung
Neben den technischen Neuerungen im Zuge der Industrialisierung wurde der Handel mit Carrara-Marmor durch neue Finanzierungskonzepte des Engländers Thomas Robson für die Steinbruchbesitzer erleichtert. Die Infrastruktur wurde durch den Bau von Schwebeseil- und Eisenbahnen zum Steintransport ins Tal sowie durch den Bau von Verladebrücken im Hafen von Avenza erheblich verbessert. Mit dem Bau der Marmor-Eisenbahn in den letzten Jahrzehnten des 19. Jahrhunderts konnten die Transportkosten um zehn Prozent gesenkt werden, indem jene eine Verbindung zwischen den Steinbrüchen und den Sägereien, dem nationalen Eisenbahnnetz und den Verladebrücken der Schiffe herstellte. Zwischen Ende des 19. Jahrhunderts und Anfang des 20. Jahrhunderts wurden in den Bergen, in denen der Transport weiterhin auf der Straße erfolgen musste, Ochsengespanne durch schwere Dampftraktoren abgelöst.
Bei den Einigungsbestrebungen in Italien schlug sich die Arbeitnehmerschaft und die liberale Bürgerschaft Carraras auf die Seite der Republikaner.
Nachdem Italien geeint war, stieg die Marmorproduktion an und die Anzahl der Steinarbeiter verdoppelte sich auf 10.000. Der Handel wurde allerdings durch den amerikanischen Sezessionskrieg und hohe Schutzzölle in Europa behindert.

Die Arbeitnehmerschaft kam nicht nur aus Carrara, sondern auch aus den umliegenden Dörfern. Der Weg zu den im Gebirge liegenden Steinbrüchen war lang. Werktags mussten die Steinbrucharbeiter in den Steinbruchhütten übernachten, harte Handarbeit war üblich und um die Arbeitssicherheit war es schlecht bestellt; es kam häufig zu schweren Unfällen. Ungeregelte und lange Arbeitszeiten verschlechterten zusätzlich die Arbeitsbedingungen und die Altersversorgung war völlig ungeklärt. Diese Faktoren führten zu heftigen Arbeitskämpfen, als deren Ergebnis es unter anderem zum Bau von Kinderheimen und Armenhäusern, zur Gründung öffentlicher Fürsorgeeinrichtungen und zur Errichtung einer Berufsschule in Carrara kam.

### 20. Jahrhundert bis zur Gegenwart

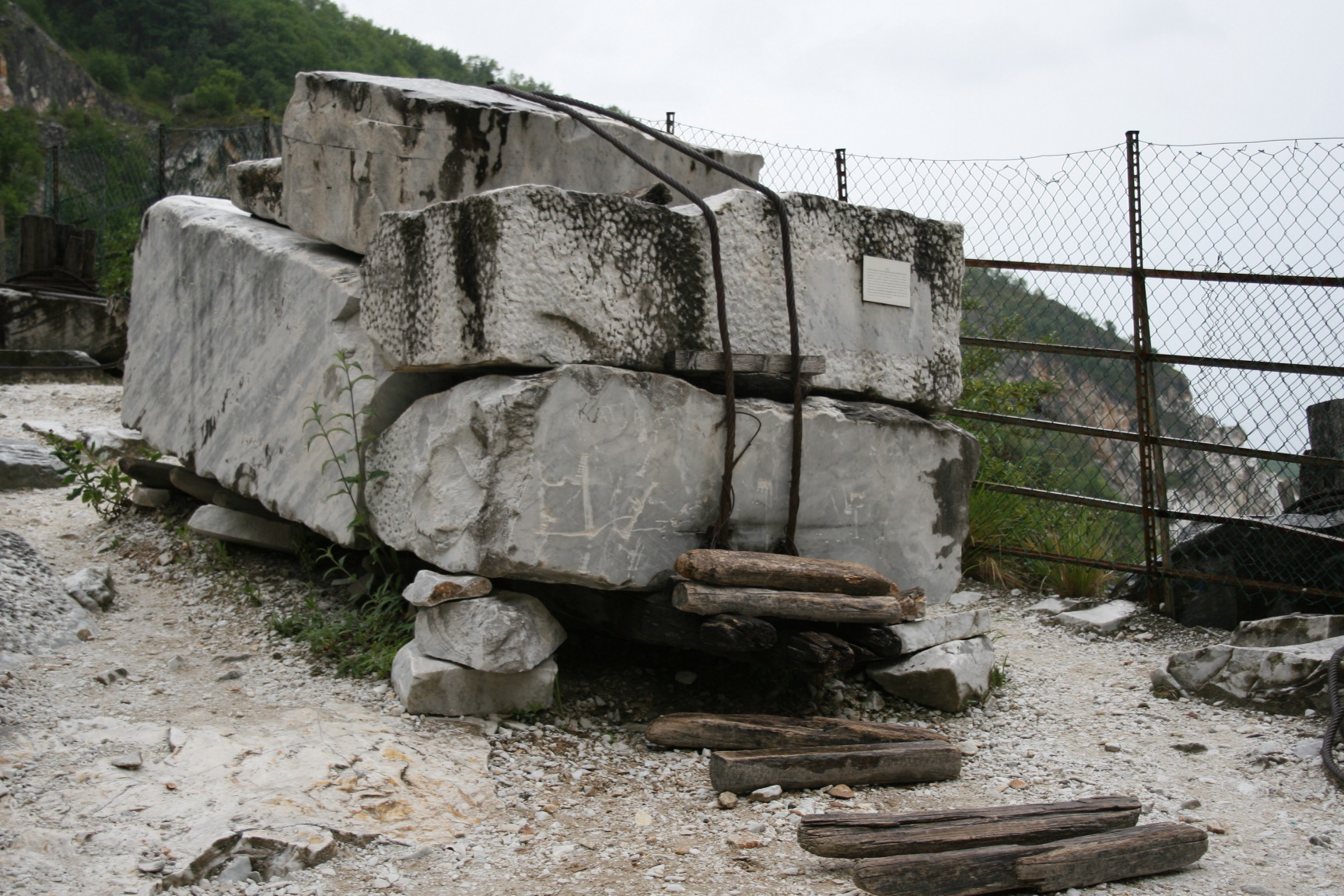
Museal dargestellter Marmorblöcketransport in den Bergen bei Fantiscritti mit der sog. Lizzatura

Der Erste Weltkrieg brachte das Erliegen der Marmorproduktion mit sich und die Weltwirtschaftskrise von 1929 verringerte abermals die bis dahin langsam wieder angelaufene Produktion um die Hälfte. Die Folgen des Krieges mit Äthiopien und die daraus resultierenden Absatzeinbußen bei Carrara-Marmor versuchte die faschistische Regierung Mussolinis durch Monumentalaufträge, mit dem 17,40 Meter hohen Mussolini-Obelisken, 60 etwa 5,0 Meter große Monumentalstatuen und mit dem Kugelbrunnen mit 3 Metern Durchmesser und 37 Tonnen Gewicht für das Foro Italico zu kaschieren. Dabei wurde beispielsweise der Rohblock des Mussolini-Obelisken (19,00 × 2,35 × 2,35 m) mit rund 300 Tonnen Gewicht mit der sogenannten Lizzatura (siehe weiter unten) ins Tal bewegt. Zur Verschiffung im Hafen von Massa zogen 36 Paar Ochsen den Monolith. Derartige monumentale Aufträge änderten die wirtschaftliche Lage Carraras jedoch kaum.
Der Zweite Weltkrieg brachte nicht nur die Marmorproduktion zum Erliegen; die deutsche Wehrmacht zerstörte zudem im Kampf gegen Partisanen in den Jahren 1944/45 größtenteils die Einrichtungen in den Steinbrüchen. Zwischen Massa und Carrara führte die Verteidigungslinie der Wehrmacht, die sogenannte Gotenlinie hindurch und unweit von Carrara verübte die Waffen-SS das Massaker an der Dorfbevölkerung von Sant’Anna di Stazzema und Fivizzano mit jeweils etwa 400 ermordeten Zivilisten. Am erbitterten Widerstand gegen die deutschen Besatzer war ein Großteil der Bevölkerung, vor allem die Arbeitnehmerschaft und Frauen beteiligt. Im Frauenaufstand von Carrara konnten Frauen im Juni 1944 mit ihrem Widerstand verhindern, dass der Räumungsbefehl über die gesamte zivile Stadtbevölkerung Carraras in die Tat umgesetzt wurde.

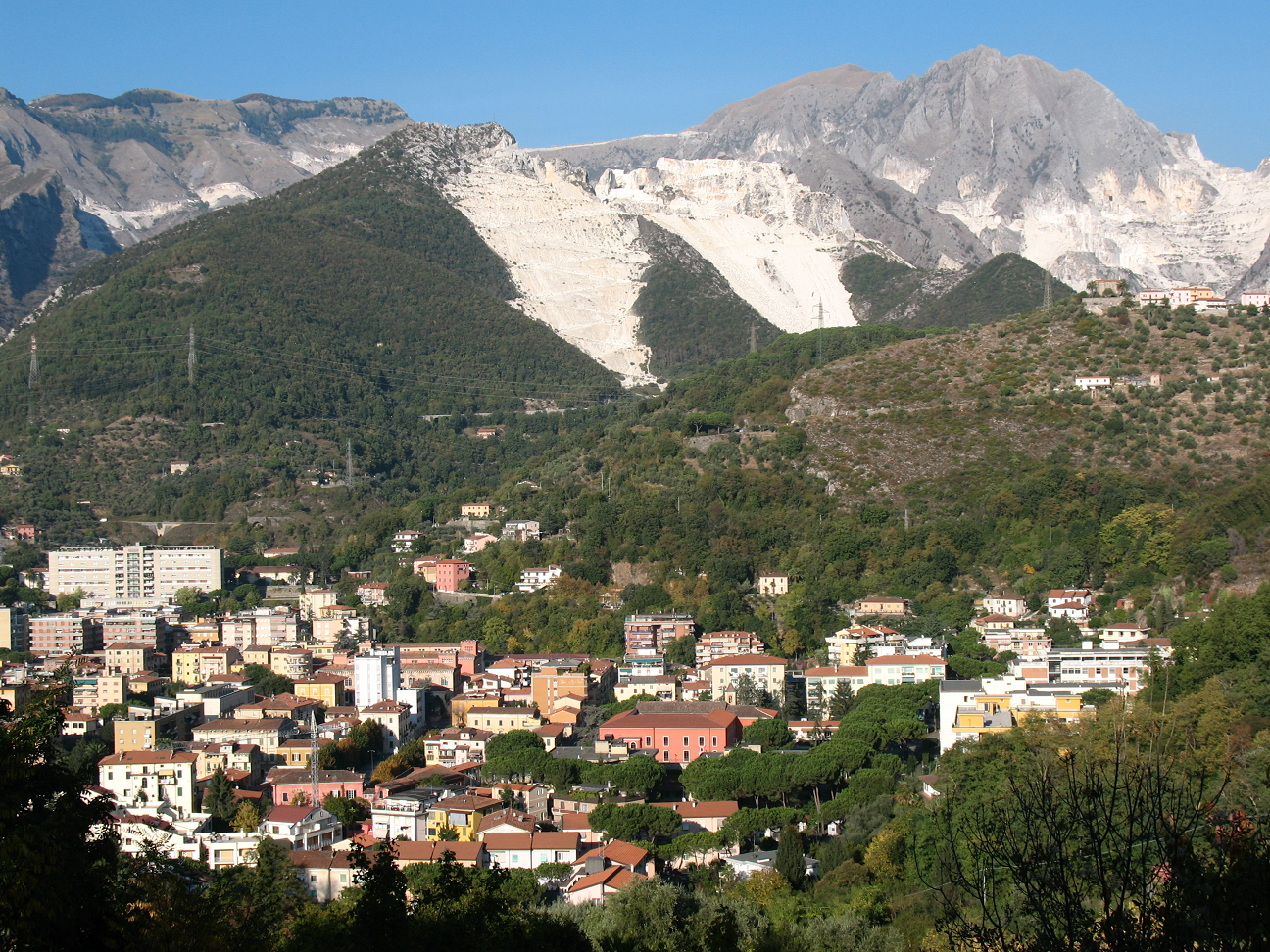
Carrara mit Marmorbrüchen im Hintergrund

Durch den Wiederaufbau nach Kriegsende und den europäischen Bauboom in den 1960er Jahren stieg das Produktionsvolumen auf 500.000 Tonnen an. Im Zuge dieser Entwicklung wurde das Straßennetz in den Bergen ausgebaut. Der Transport der Rohblöcke aus den Bergen Carraras in die Täler erfolgte teilweise bis in die 1960er Jahre mit einer speziellen Methode, der sogenannten Lizzatura. Dabei wurden die riesigen Blöcke an drei Seilen aus Hanf (ab 1920 mit Stahlseilen) befestigt und durch Nachlassen der Seile die Schlitten auf eingeseiften Hölzern zu Tale befördert; ein überaus gefährliches Unterfangen, bei dem zahlreiche Menschen ums Leben kamen. Der Transport der Steinblöcke auf Schlitten soll erstmals im Alten Ägypten, im Antiken Griechenland und auch in römischer Zeit in Carrara angewendet worden sein. Jedes Jahr im August wird weiterhin eine traditionelle Lizzatura durchgeführt. Heute werden die gewaltigen, zum Teil mehr als 20 Tonnen wiegenden Rohblöcke per Lastkraftwagen auf den unfallträchtigen, gewundenen Bergstraßen ins Tal verfrachtet.
Carrara muss sich heute als Steinzentrum Europas nicht nur gegenüber dem steinverarbeitenden Zentrum um Verona im eigenen Land behaupten, sondern auch gegenüber Steinverarbeitungszentren in China, Indien und Brasilien. Heute verarbeiten die Firmen in Carrara nicht ausschließlich Carrara-Marmor, sondern viele Gesteine verschiedenster Herkunft.

## Lage der Steinbrüche

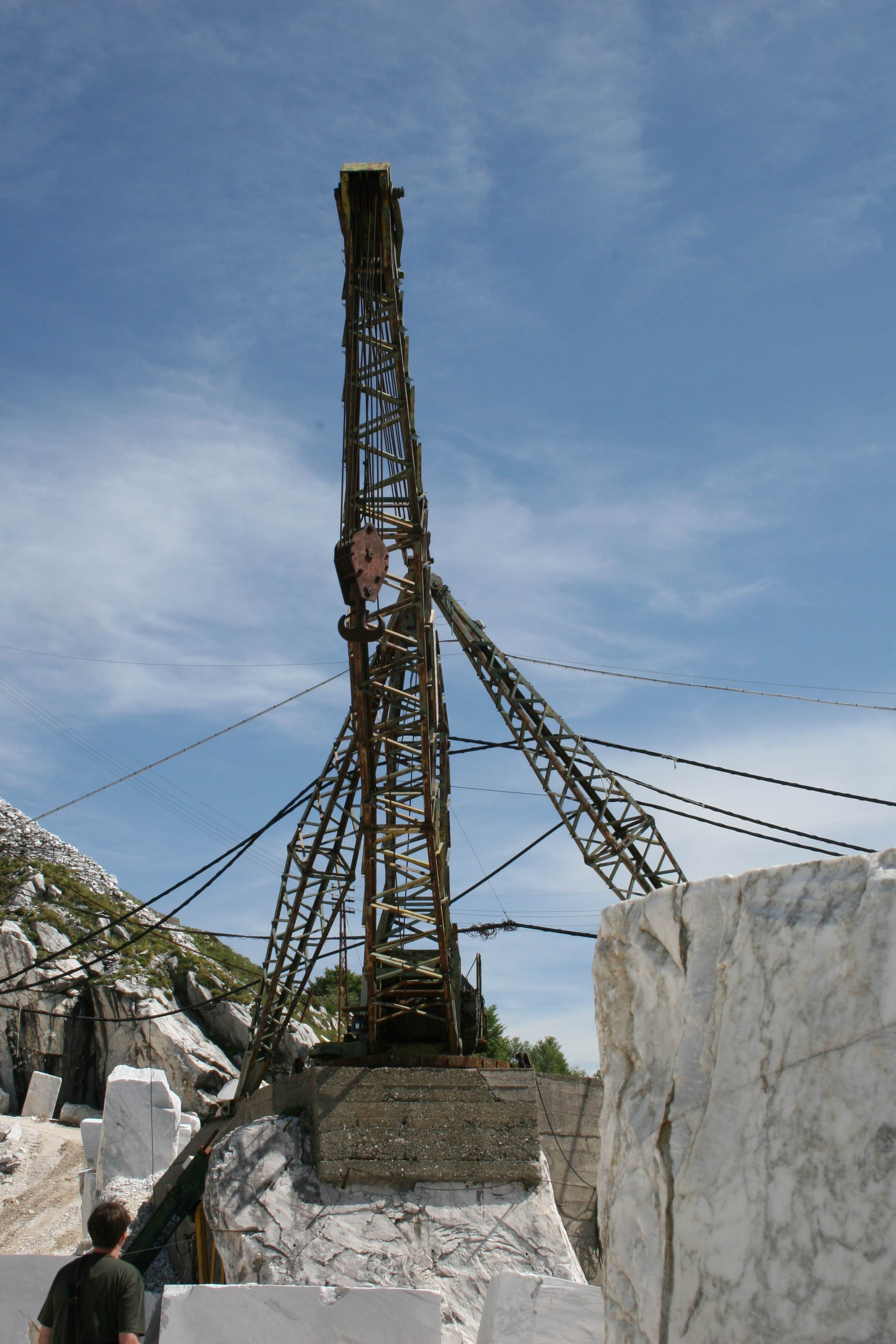
Cervaiole-Steinbruch mit stillgelegtem Gittermastkran

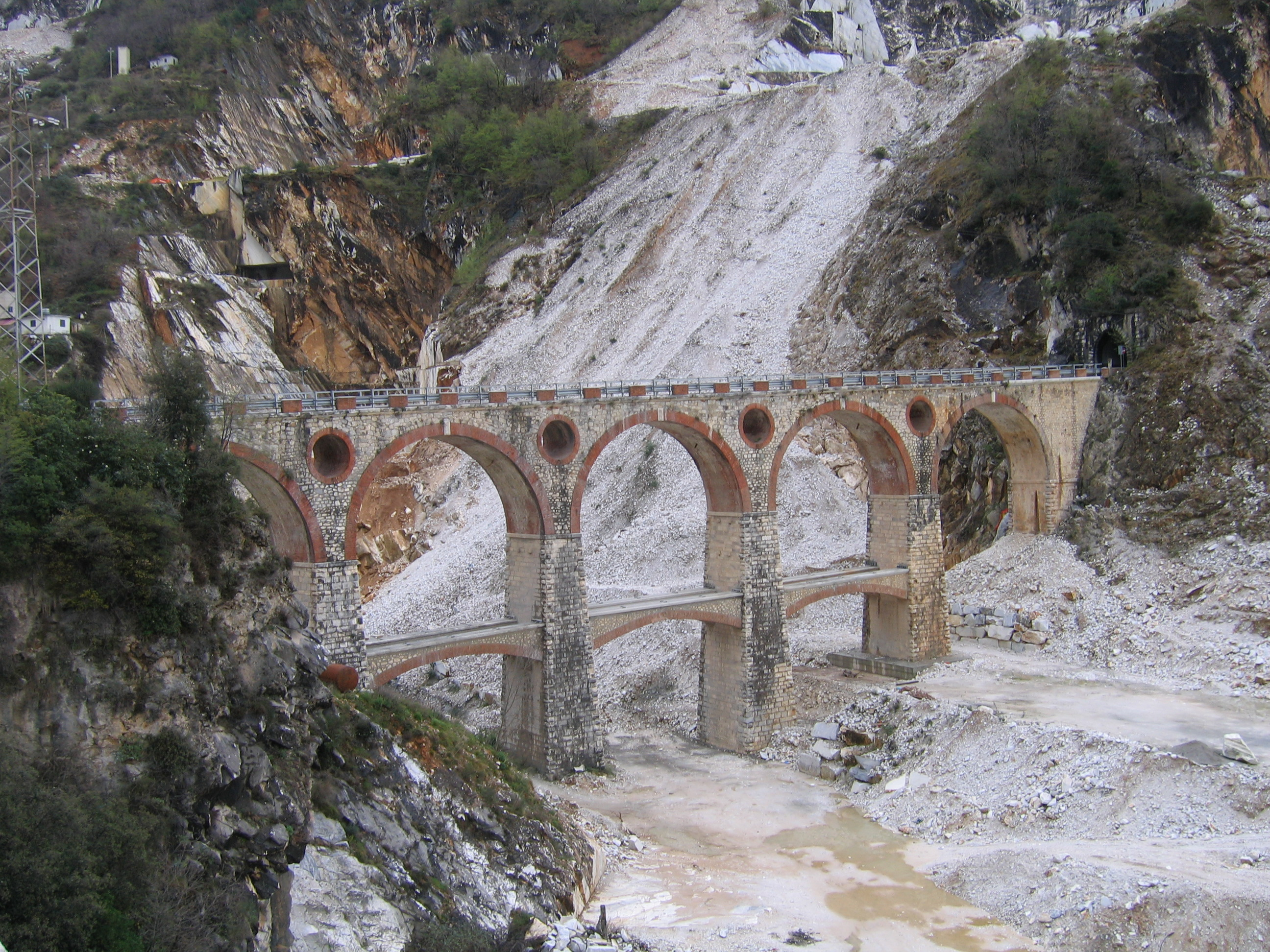
Ponte di Vara, Brücke der Marmorbahn über die Vara

Gipsschnitt über einen Unfall in einem Carrara-Steinbruch von 1901

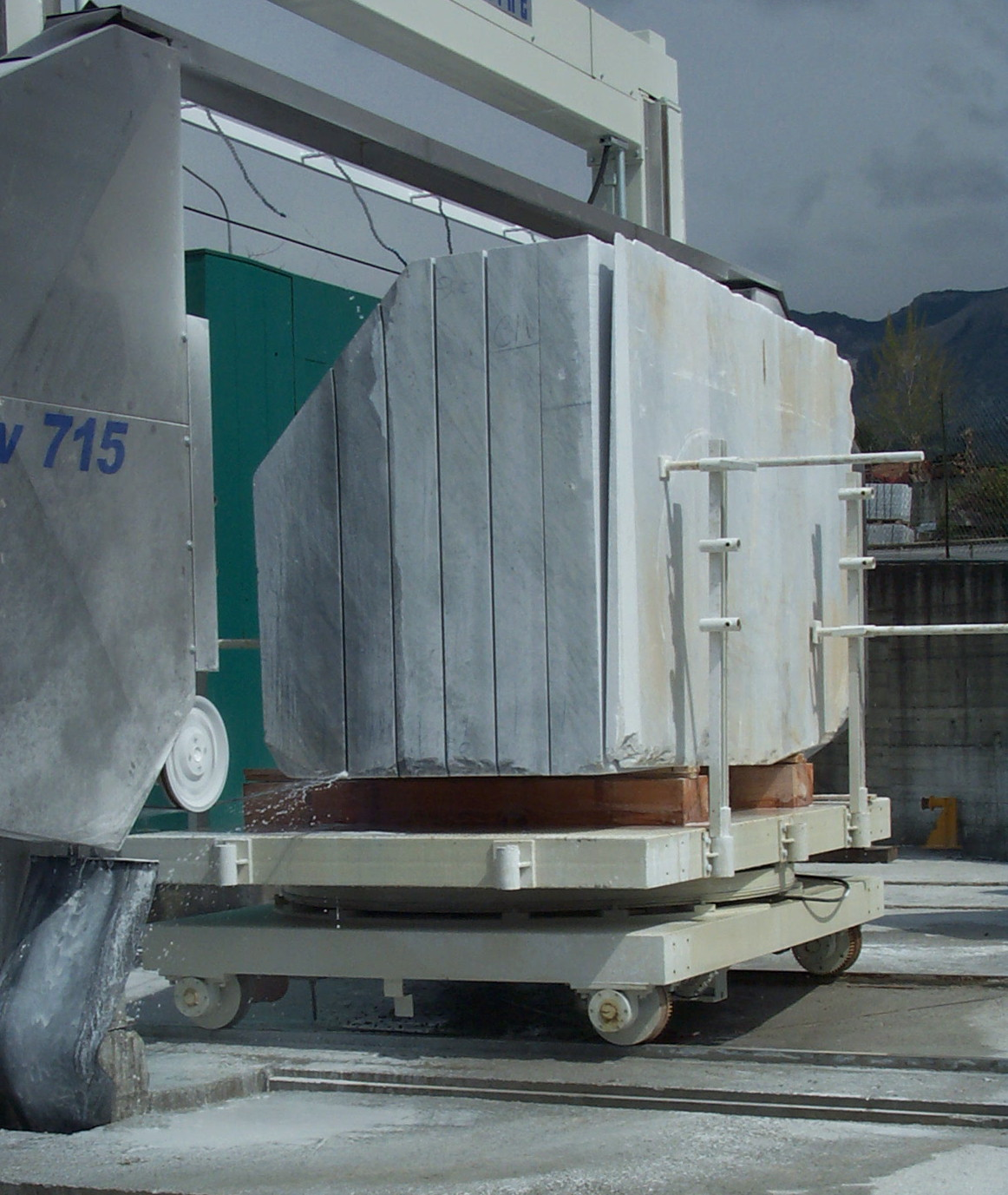
Seilsäge trennt einen Rohblock aus Carrara-Marmor auf

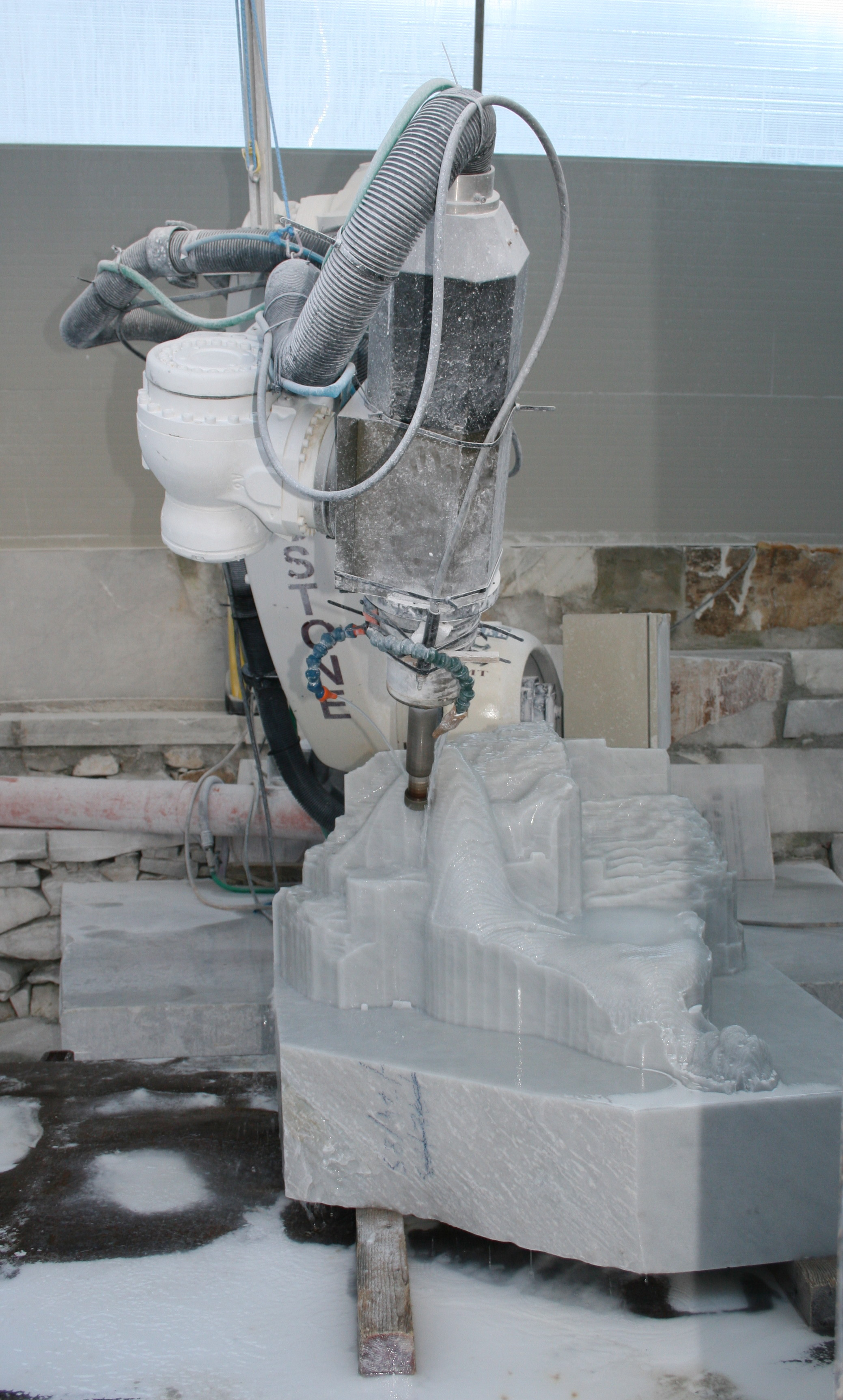
Kopierfräser fräst Skulptur aus Carrara-Marmor vor

Die Marmorsteinbrüche um Carrara befinden sich in den Apuanischen Alpen, hauptsächlich in den sogenannten drei Talbecken, die Bacino di Fantiscritti, Bacino di Torrano und Bacino di Colonnata genannt werden. Die meisten Steinbrüche liegen in etwa 1000 Meter Höhe. Die historischen Brüche sind Canal Grande, Colonnata, Fantiscritti, Polvaccio und Poggio Domizio. In diesen Steinbrüchen existieren teilweise Spuren der Abbruchmethoden aus jener Zeit, der so genannte römische Tagliate (Schnitt), mit dem die Steinblöcke aus den Steinwänden freigeschlagen wurden.
In der vorindustriellen Zeit herrschte eine Arbeitsteilung und der Beruf der Steinhauer teilte sich in drei Tätigkeiten auf. Die Marmorarii brachen die Rohblöcke aus den Steinwänden, die Quadratarii brachten die rohen unbehauenen Blöcke mit dem Spitzeisen in eine rechtwinkelige Form und die Sectores serrarii spalteten Platten.

### Carrara-Marmorbahn
Der Steintransport ist seit alters her ein gefährliches und schwieriges Unterfangen. Bevor die erste mit Dampf angetriebene Bahn fertiggestellt war, mussten die Blöcke mit der Methode der Lizzatura (siehe weiter oben) und anschließend mit Ochsenkarren ins Tal transportiert werden. Auch nach dem Eisenbahnbau wurden die Rohblöcke oberhalb der Gleise mit der Lizzatura herabgelassen. Die Carrara-Marmorbahn, die die drei Becken durch Tunnel und Brücken verband, wurde von einem Belgier gebaut und um 1876 in Betrieb genommen. Die Marmorbahn verband die Orte Carrara und Miseglia und führte unterhalb des Ortes Colonnata (Statione Tarone) über Fantiscritti bis zur Cava Polvaccio. Von Carrara führte die Bahnlinie weiter bis zum Mittelmeer-Hafen von Massa.

Nach dem Bau der Bahn und mit dem Aufkommen dampfgetriebener Traktoren endete der Ochsentransport. Die Lizzatura wurde weiterhin praktiziert. Erst in den 1960er-Jahren wurden die Straßen zu den Steinbrüchen ausgebaut; der Transport konnte mit Lastkraftwagen direkt aus den Steinbrüchen erfolgen.

### Becken von Fantiscritti
Das Talbecken von Fantiscritti, in dem sich aktuell etwa 30 Steinbrüche befinden, liegt oberhalb von Carrara, über dem kleinen Ort Miseglia. In diesem Gebiet werden die Marmorsorten Ordinario (weißlich), Venato (weiß und grau), Cremo (hellgrau) und früher der Zebrino (grau-grün gestreift) bei Ponti di Vara gebrochen. Neben etwa 30 bewirtschafteten Steinbrüchen unterschiedlicher Größe befinden sich in diesem Tal zwei Brücken, über die die ursprüngliche Marmorbahn führte. Die fünfbogige Brücke wird heute als Straße benutzt. Der unterirdische Steinbruch Galleria Ravaccione, der besichtigt werden kann, liegt in Mitte des Berges Torrione. Die hervorragende Qualität des Marmors wurde in der Tunnelmitte entdeckt, als man diesen in den Berg schlug, um die Täler Fantiscritti und Torano miteinander mit der Carrara-Marmorbahn zu verbinden. Dieser Tunnel wird heute nur noch einbahnig bis zum Steinbruch, etwa in der Mitte des Bergs liegend, von Fantiscritti aus benutzt. Über dem Tunnel befindet sich ein hoher Marmor-Berg und ein weiterer offener Steinbruch. Vor dem unterirdischen Steinbruch Galeria Ravaccione befindet sich ein privates Marmormuseum und ein Platz auf dem Freiluft-Konzerte und Theateraufführungen stattfinden.

### Becken von Torano
Im Becken von Torano gibt es zirka 30 aktive Steinbrüche, in denen der Statuario (weiß-gelbliches Bildhauermaterial), Statuario Venato (grau-weißes Bildhauermaterial), Calacatta, Cremo, Ordinario und Arabescato gebrochen wird. Im Talbecken von Torano befindet sich der Polvaccio-Steinbruch, aus dem Michelangelo einige seiner Steinblöcke gewann und heute als Cava-Michelangelo bezeichnet wird.

### Becken von Colonnata
Bei Colonnata befindet sich der größte Steinbruch der apuanischen Berge, der Gioia-Steinbruch. Auch sind etwa 30 Steinbrüche im Betrieb, in denen der Ordinario (weißlich), Venato (weiß), Arabescato und der Bardiglio (blau) abgebaut werden. Neben dem römischen Steinbruch Fossacava, der nur zu Fuß erreichbar ist, befindet sich die älteste Marmorbahnbrücke aus dem Jahre 1875. Das kleine Dorf Colonnata ist der ursprünglichste Ort der Steinbrucharbeiter mit einem sehenswerten Friedhof der bei der Arbeit Verunglückten und einem Mahnmal für die Steinbrucharbeiter.

### Weitere Steinbrüche
Neben den offenen, über Tage befindlichen Steinbrüchen gibt es weitere Untertage-Steinbrüche, dennoch wird der größte Teil im Tagebau betrieben.

Der Steinbruch, den Michelangelo im Auftrag Papst Leos X. erschloss, liegt hoch in einer Flanke des Berges Monte Altissimo im Gemeindegebiet von Seravezza.

Eine bemerkenswerte technische Leistung ist im Cervaiole-Steinbruch auf dem über 1589 Meter hohen Monte Altissimo mit einer riesigen Aushöhlung von etwa 80 Metern Länge, einer Tiefe von 25 Metern und einer Höhe von 40 Metern zu bestaunen. Dieser Steinbruch wird von der Firma Henraux aus Carrara seit der nachnapoleonischen Zeit betrieben.

## Gewinnung

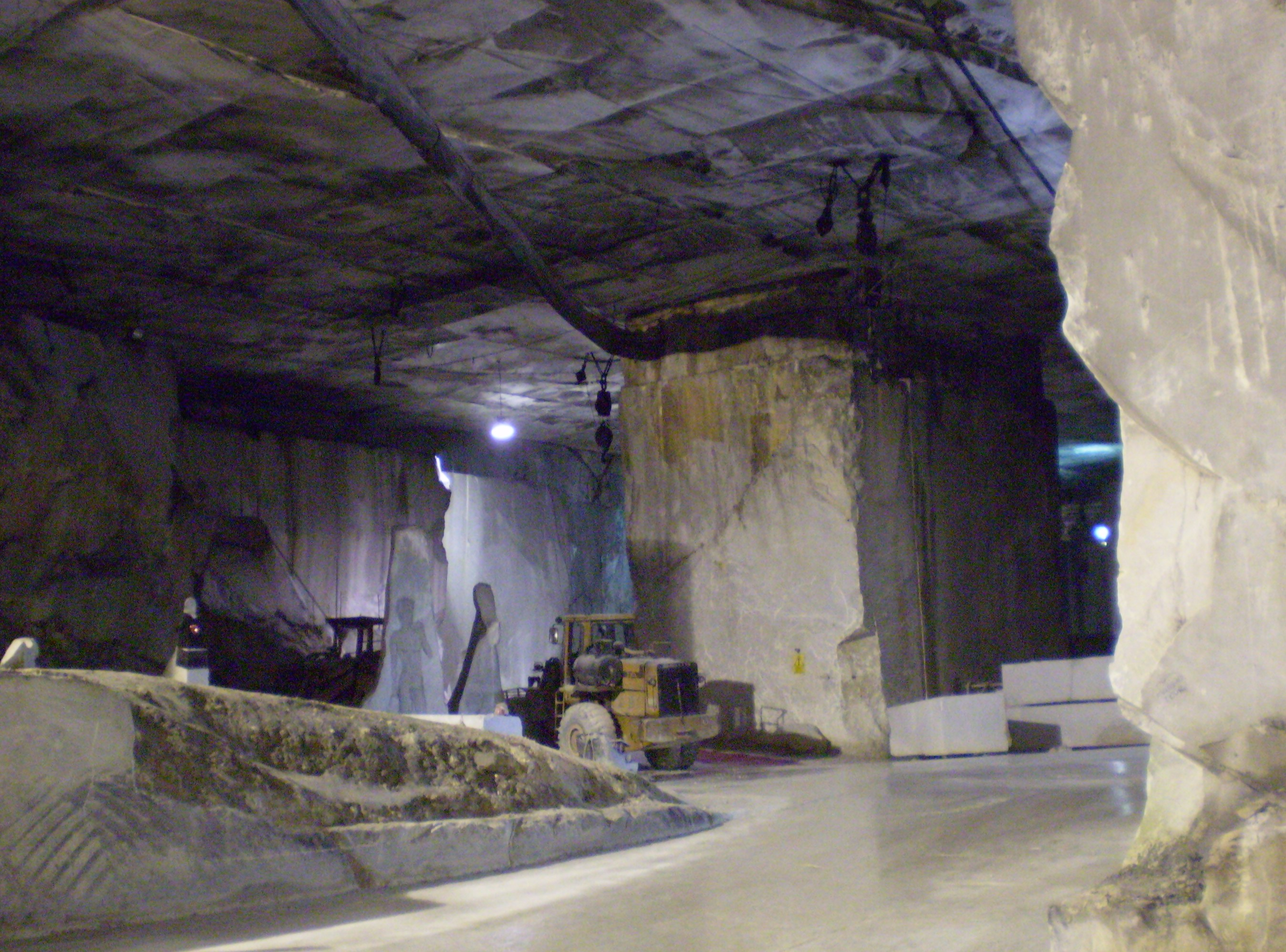
Unterirdischer Steinbruch bei Carrara (Galleria Ravaccione)

Heute wird der Carrara-Marmor in etwa 150 Brüchen über- und untertage mit Seilsägen und mit Schrämen herausgesägt und nicht mehr in manueller Handarbeit aus den Steinbruchwänden gelöst.

Seilsägen führen je nach Bedarf lange, dicht mit Hartmetallperlen besetzte Stahlseile durch die Marmorschichten im Steinbruch oder durch die Rohblöcke in den Verarbeitungsbetrieben. In den Hartmetallperlen befinden sich Industriediamanten. Ein ständiger Wasserstrom kühlt die Sägeseile. Schrämen schneiden mit Sägeschwertern bis zu einer Länge von vier bis fünf Metern in einer Arbeitstiefe von circa zwei bis zweieinhalb Meter Lösefugen in die Gesteinsschichten. Die Schrämen sind fahrbare überdimensionierte Kettensägen, die ohne Wasserkühlung arbeiten.
Die Rohblöcke werden unter Einsatz von Druckluftbohrhämmern und Steinspaltwerkzeugen weiter nach Bedarf geformt.
Diese Geräte bringen die tonnenschweren Rohblöcke zur weiteren Bearbeitung auf das entsprechende Maß. Die Rohblöcke werden auf Lastkraftwagen auf den gefährlichen, gewundenen Bergstraßen ins Tal gebracht. Dabei kommt es oft zu Unfällen. Die Blöcke werden in die mehr als 250 steinverarbeitenden Betriebe in Carrara und Massa transportiert, wo sie mit Gattersägen, Blockkreissägen oder Seilsägen weiter zu Tranchen, Platten, Fliesen und anderen Steinprodukten verarbeitet werden.
Wie in weiteren Marmorabbaugebieten werden Teilblöcke von Marmor, die wirtschaftlich nicht verwertet werden, in industriellen Steinmühlen zu Marmorstaub in Tausendstel-Millimetergröße zermahlen, der in Zahnpasta, Seife, Scheuermitteln sowie in der Glas- und Papierherstellung verwendet wird.
Eine weitere wirtschaftliche Verwendung des Carrara-Marmors ist das Angebot an Marmorkies, der ursprünglich aus den Bächen im Carrara-Gebiet entnommen wurde und heute auch maschinell hergestellt wird. Er findet vornehmlich im Gartenbau auf Blumenrabatten Einsatz.

## Mineralbestand
Carrara-Marmore sind Metamorphite (Umwandlungsgesteine), die mindestens 50 Volumenprozent Calcit enthalten. Sie bestehen aus fast nur einem Karbonatmineral, sie sind monomineralisch. Marmore haben eine Umwandlung unter hohem Druck und hoher Temperatur, eine Metamorphose, erfahren. Die Kristallkörner des Calcits sind im Carrara-Marmor zumeist mit dem Auge erkennbar.

## Verwendung

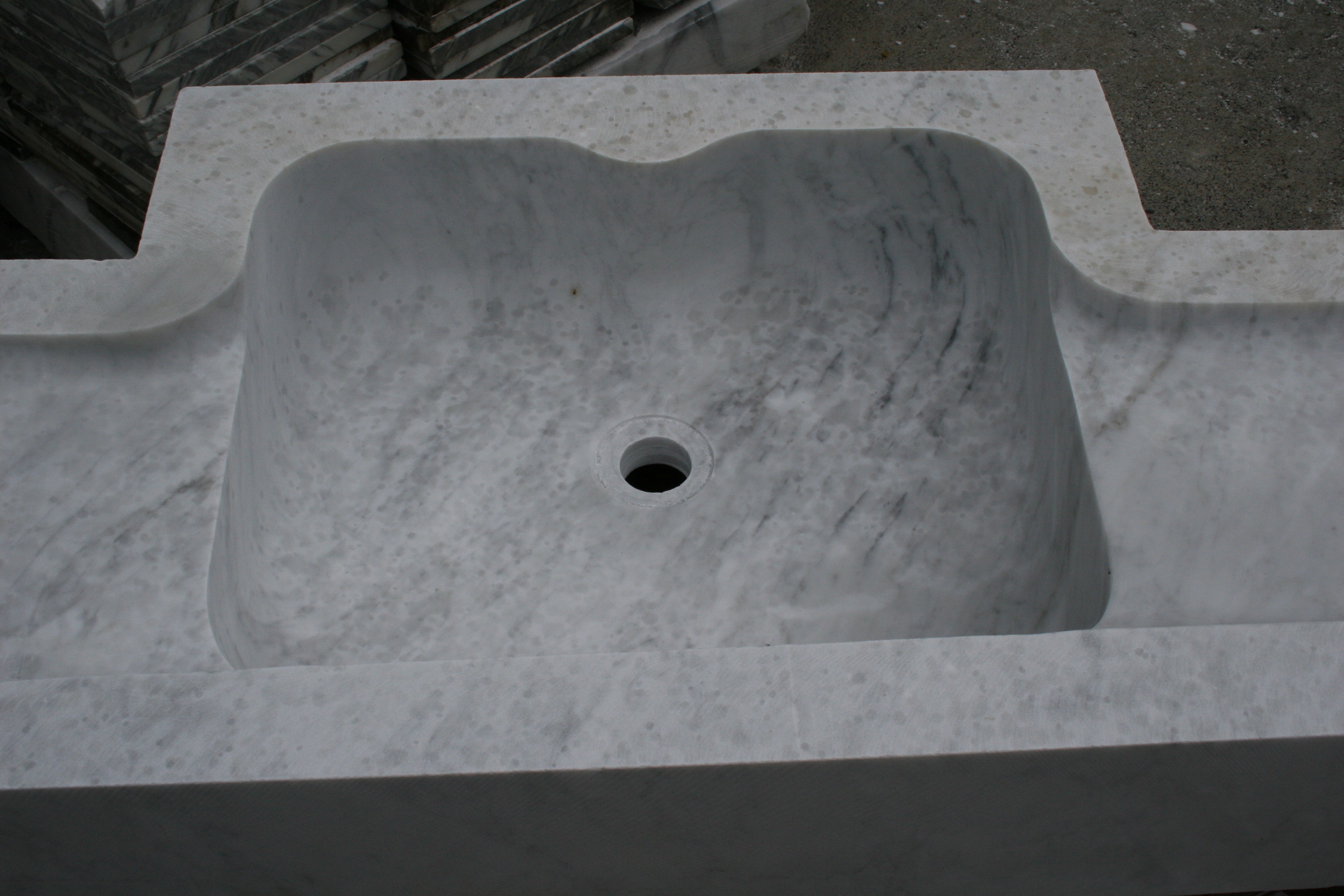
Marmor-Waschbecken aus Carrara-Marmor
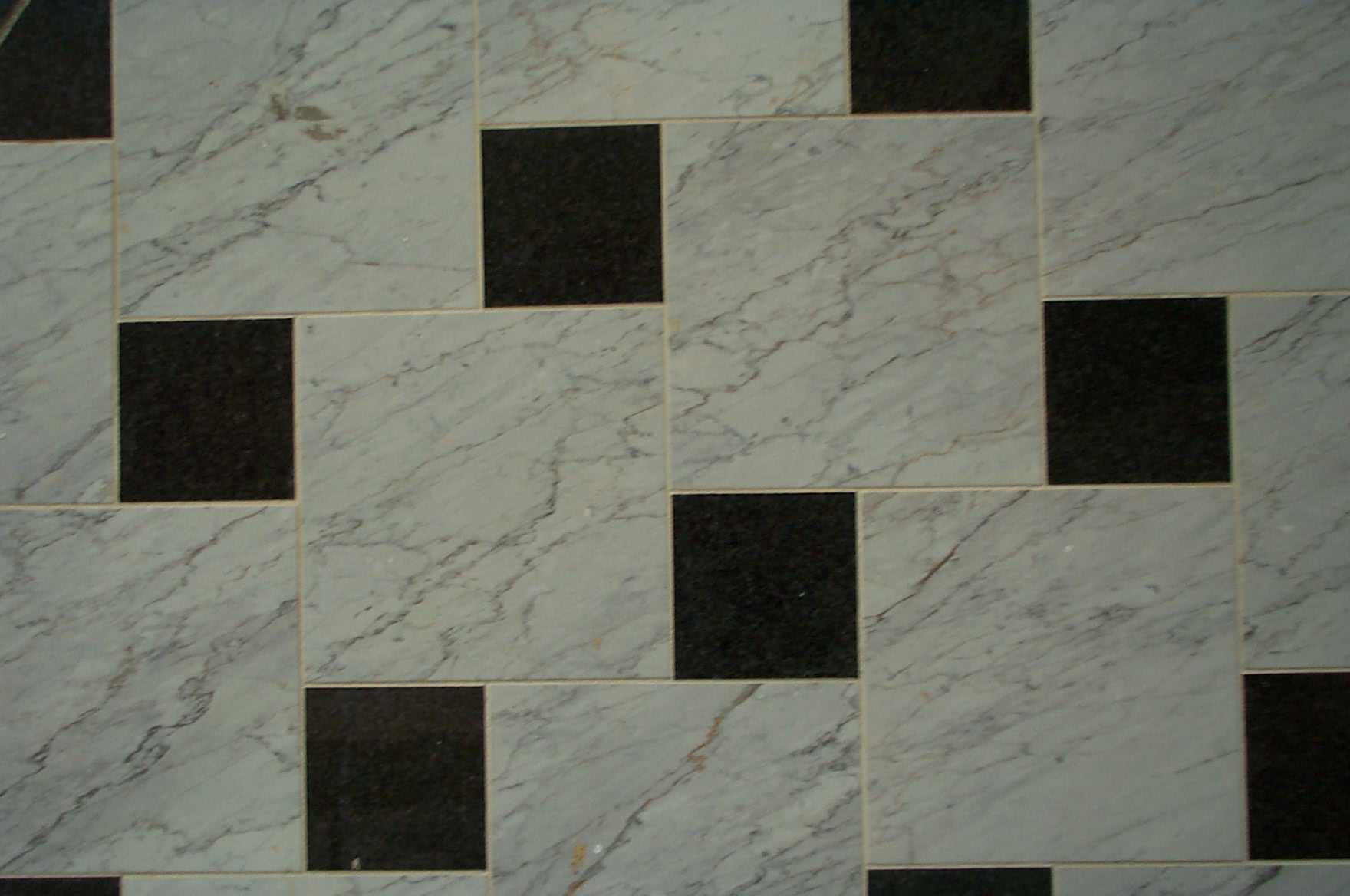
Bodenbelag aus Carrara-Marmor mit dunklem Gabbro
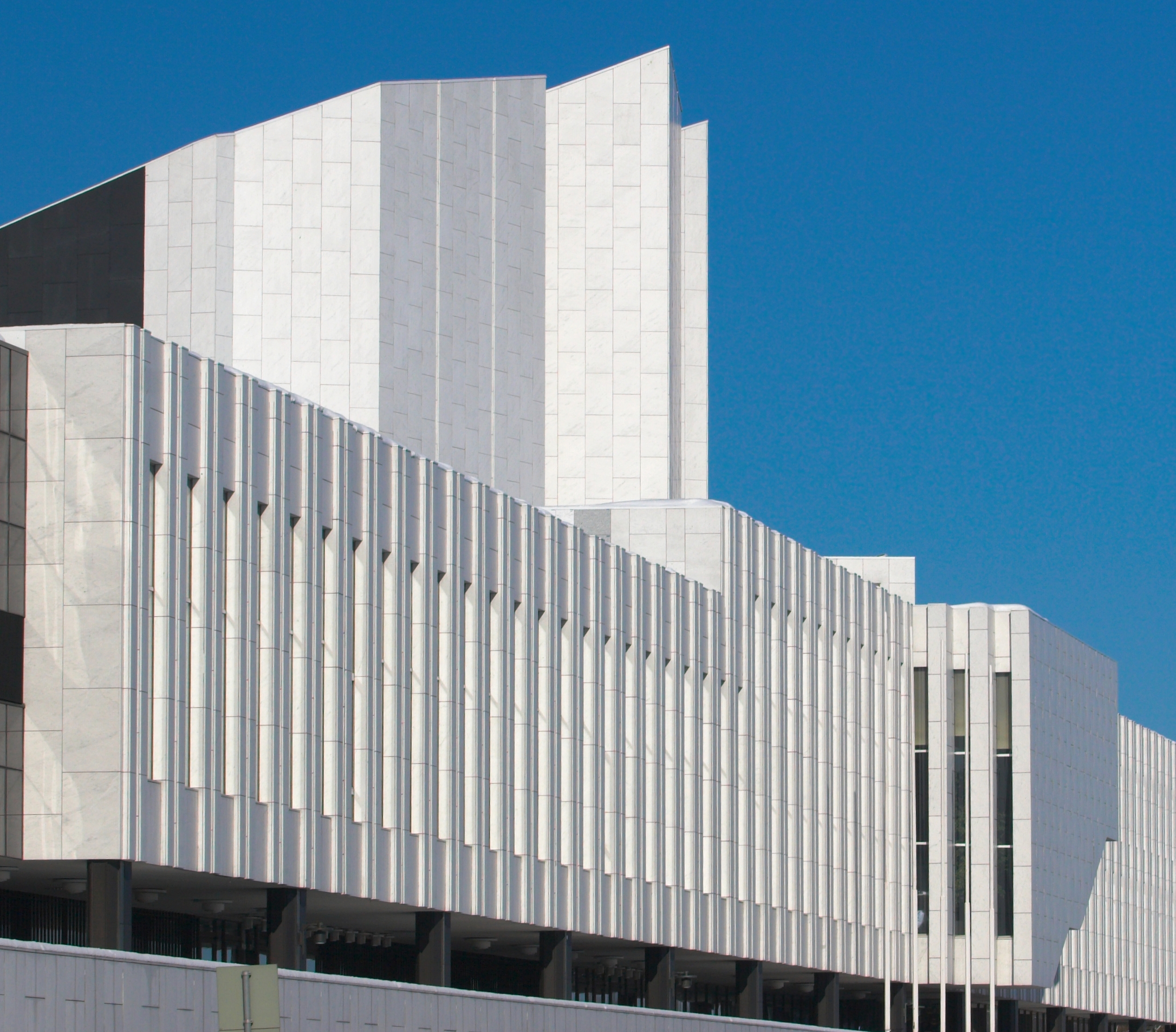
Fassade der Finlandia-Halle von Alvar Aalto, fertiggestellt 1971

Es gibt im Raum Carrara circa 50 verschiedene Marmorsorten (z. B. Carrara-Marmor C, Ordinario, Venato, Calacatta, Statuario, Bardiglio, Gioa usw.). Der wertvollste ist der sogenannte „Statuario“, der Marmor für Statuen. Große Statuario-Blöcke sind heute selten und teuer geworden. Der Statuario ist nicht in Gänze weiß, sondern teilweise gelblich gestreift. Statuario ist besonders feinkörnig und ermöglicht filigrane Bearbeitungen durch die Steinbildhauer.
Carrara-Marmor ist nicht ausschließlich weiß, sondern mitunter grau bis blau, gelblich oder rötlich. Die gelbe Farbe wird durch Limonit, die blaue und graublaue durch Grafit, kohlige Substanzen oder Bitumen und die rötliche durch Hämatit hervorgerufen. Es gibt aber auch extrem dunkelblaue Carrarasorten. Chlorit und Serpentin-Minerale färben grün. Ein unter den Carrara-Marmoren einmaliges Muster weisen Calacatta Vagli mit rotbraunen bis rötlich-grauen Arabesken auf weißem Grundton und Calacatta Rocchetta mit graugrünlichen Arabesken auf. Diese stofflichen Beimengungen in den ursprünglichen Kalksteinen führen zu dem für viele Marmore typischen Dekor, zur Marmorisierung, die sich in unterschiedlichen Farbschattierungen zeigen kann.

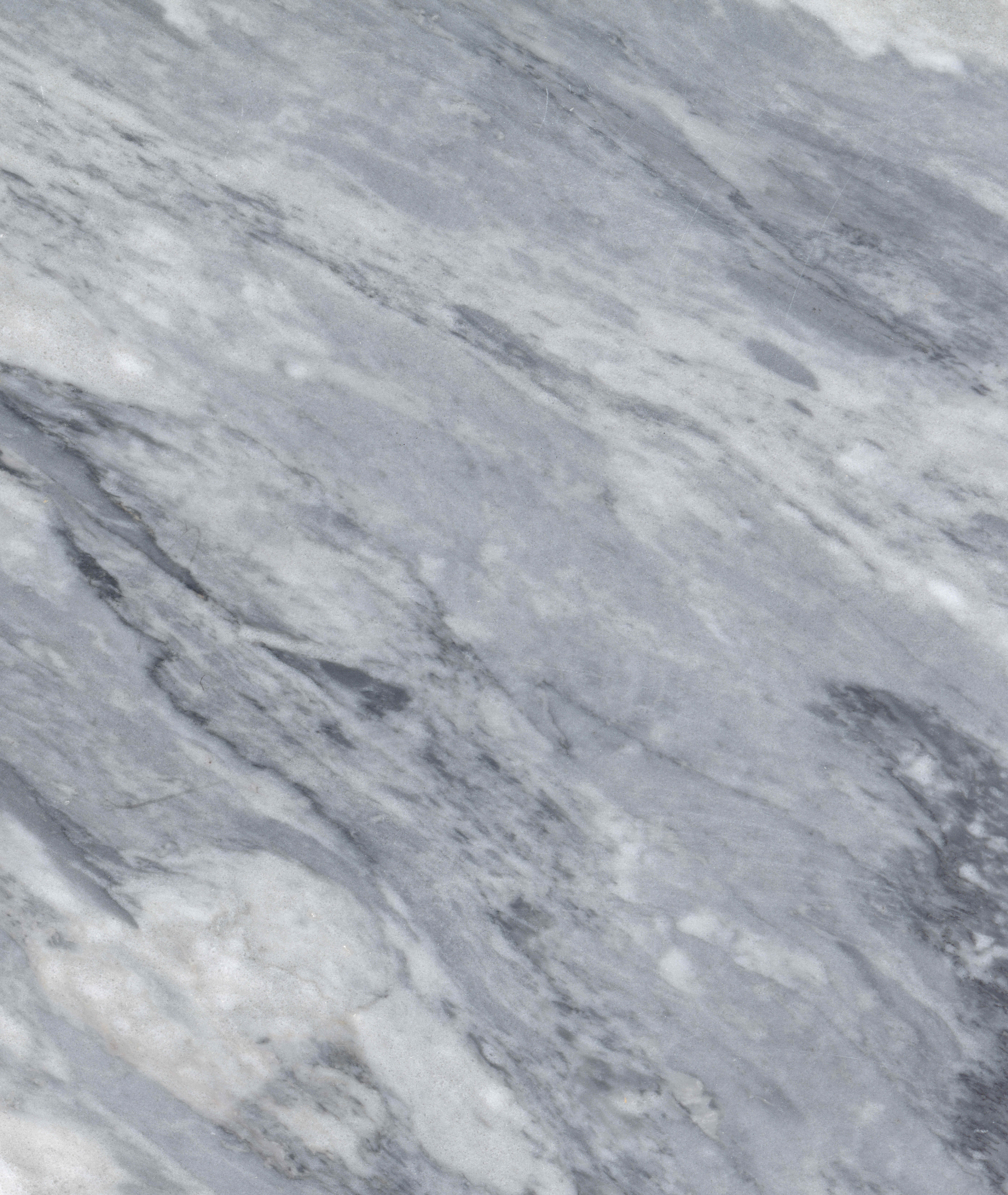
Bardiglio, eine Sorte des Carrara-Marmors (Muster ca. 20 × 15 cm)

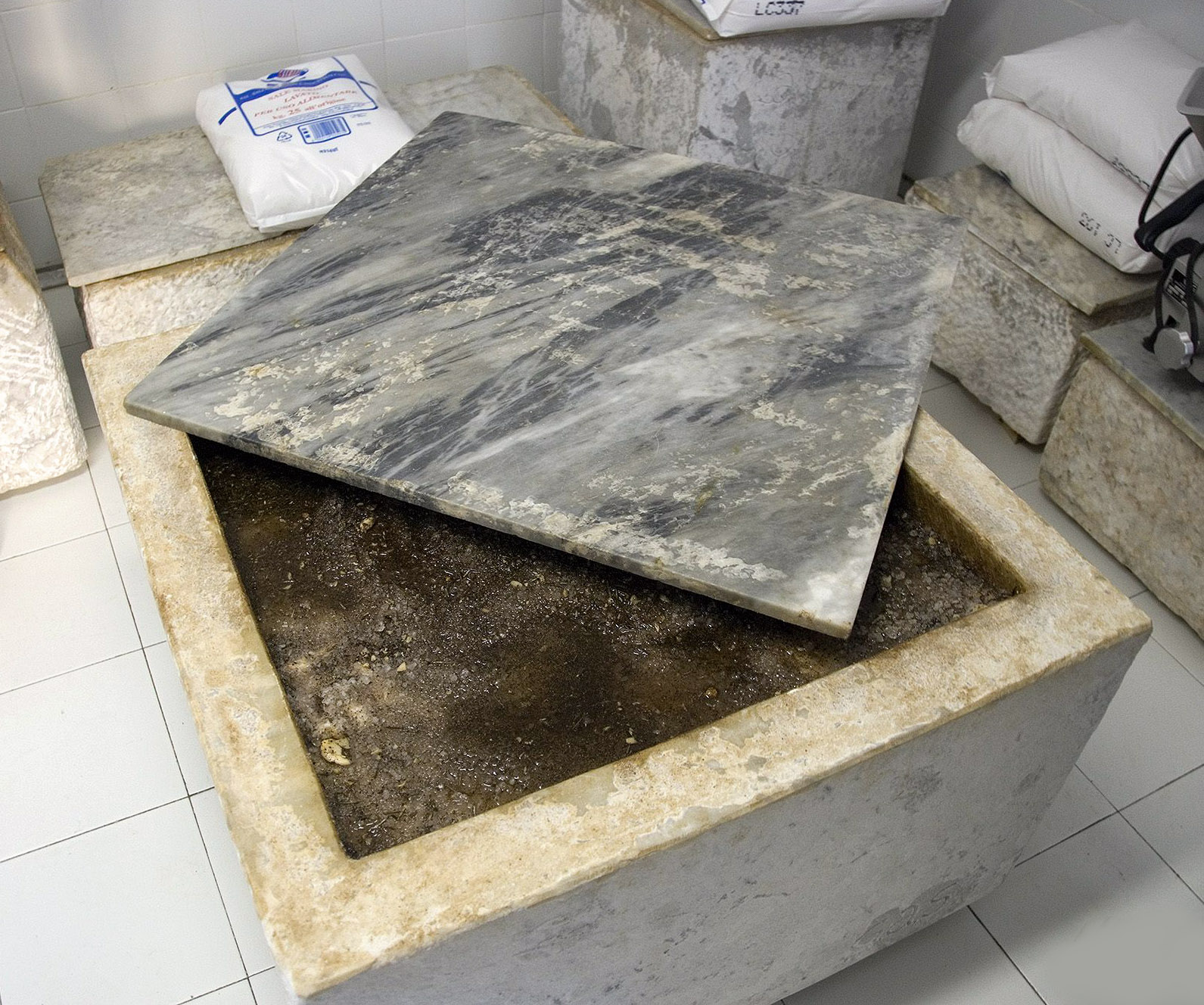
Marmortrog zum Einlegen des Lardo

Die weißen Carrara-Sorten können im Einzelfall feinstverteiltes Pyrit-Mineral enthalten und sich nach dem Einbau gelb bis bräunlich verfärben. Pyrit kann sich unter Einwirkung von Wasser zu Schwefelsäure zersetzen. Carrara-Marmore haben eine unter 0,5 Volumenprozent liegende Wasseraufnahme und zählen aufgrund dieser Eigenschaft zu den frostfesten Gesteinen.
Neben der Verwendung für Bildhauerarbeiten und Denkmäler wird Carrara-Marmor beispielsweise für Boden- und Treppenbeläge sowie für Fensterbänke im Innenausbau und Natursteinfliesen oder Becken in Bädern genutzt. Im Konditorengewerbe kommen häufig Arbeitstische aus Carrara-Marmor zum Einsatz, da Zuckerguss schnell abkühlen muss und Marmoroberflächen hierfür besonders geeignet sind, des Weiteren haftet Teig nicht auf Marmoroberflächen an.
Als Rohblock kostet ein Kubikmeter Carrara-Marmor etwa 1.500 Euro, wobei hochwertigste Sorten einen Preis von 10.000 Euro und mehr je Kubikmeter erzielen können. 50 Prozent der heutigen Förderung gehen in arabische Länder, beispielsweise für den Innenausbau von Flughäfen oder Moscheen. Insgesamt werden drei Viertel der Gesamtproduktion ins Ausland exportiert. Circa 3500 Menschen sind in Italien für Firmen des Marmorabbaus tätig, davon gut 1000 im direkten Abbau. Im Jahre 1999 wurde eine Million Tonnen verarbeitet, dabei entstanden etwa drei Millionen Tonnen nicht verwertetes Material, also Steintrümmer. Dies bedeutet einen Abbau von etwa 1,5 Millionen Kubikmeter Gestein. Die Trümmer werden teilweise weiter zu Marmormehl für industrielle Zwecke, zu Marmorsplitt und zu Kies für Gartengestaltungen verarbeitet.
Eine Besonderheit am Rande sollte nicht unerwähnt bleiben, die inzwischen eine Spezialität für Feinschmecker geworden ist: Der Lardo di Colonnata (Speck aus Colonnata) ist ein sehr fetter Speck, der in dafür hergestellte Marmortröge mit Salz, Gewürzen und Kräutern geschichtet wird und mindestens ein halbes Jahr darin reifen muss. Für die Marmortröge eignet sich nur ein speziell ausgesuchter großkristalliner Carrara-Marmor. Lardo di Colonnata war früher das Essen der Steinarbeiter, die energiereiches Essen für ihre harte Arbeit benötigten.